# Merschweiller
Merschweiller é uma comuna francesa na região administrativa de Grande Leste, no departamento de Mosela. Estende-se por uma área de 5,76 km². Em 2010 a comuna tinha 270 habitantes (densidade: 46,9 hab./km²).